# Кондрашов, Валерий Фёдорович
Валерий Фёдорович Кондрашов (14 апреля 1942, Саратовская область) — советский футболист, полузащитник, советский и российский тренер и спортивный функционер. Мастер спорта СССР (1963). Сыграл более 300 матчей за астраханский «Волгарь».

## Биография
С раннего детства жил в Астрахани, воспитанник местной ДЮСШ «Локомотив». Участник Всесоюзной Спартакиады школьников в составе сборной РСФСР (1959).
Во взрослом футболе дебютировал в 1960 году в составе «Волгаря» в классе «Б».
В 1962 году по приглашению Виктора Маслова перешёл в ростовский СКА. Дебютировал в классе «А» 15 октября 1962 года в матче против бакинского «Нефтяника», заменив в ходе матча Олега Копаева. Всего в 1962—1963 годах провёл 3 матча в высшей лиге за ростовских армейцев.
В 1964 году вернулся в Астрахань и выступал за «Волгарь» до конца карьеры. Бронзовый призёр чемпионата РСФСР 1967 года среди команд класса «Б». Всего за 12 сезонов в команде сыграл 317 матчей во втором и третьем эшелонах советского футбола. Является одним из лидеров астраханского клуба по числу проведённых матчей, занимая шестое место в клубной истории.
Выступал за сборную РСФСР (1962—1965), участник зарубежных турне сборной в Швецию и Индию. Стал первым астраханским футболистом, получившим звание мастера спорта СССР (1963), звание присвоено за игры в сборной РСФСР.
После окончания игровой карьеры много лет до распада СССР работал на заводе «Прогресс», и только на два года возвращался в большой футбол — в 1977—1979 годах входил в тренерский штаб «Волгаря». В начале 1990-х годов стал президентом клуба «Астратекс», позднее работал техническим и генеральным (2005—2006) директором «Волгаря», директором Центрального стадиона Астрахани.